# Léonie de Waha
Léonie Marie Laurence de Chestret de Haneffe, generalmente conocida como Léonie de Waha, (1836–1926) fue una feminista, filántropa, educadora y activista valona belga francófona. Es recordada por su apoyo a la educación para niñas y mujeres jóvenes y por el establecimiento de escuelas y bibliotecas. En 1868, fundó el Institut supérieur libre de demoiselles, una escuela secundaria para chicas, en Lieja, ahora conocida como Athénée Léonie de Waha. Como resultado de su interés en promover los derechos de las mujeres, en 1912 estableció la Union des femmes de Wallonie, que dirigió hasta su muerte en 1926.

## Biografía
Nacida en Tilff, en la provincia de Lieja, el 3 de marzo de 1836, Léonie Marie Laurence de Chestret de Haneffe era hija de padres de la nobleza: el senador belga Hyacinthe de Chestret de Haneffe (1797-1881) y Amanda Laurence de Sélys Longchamps (1809 –1838), hermana mayor del político belga Edmond de Sélys Longchamps. Tras la muerte de su madre cuando tenía solo dos años, fue criada en el castillo de Colonster por institutrices y tutores privados. Cuando aún era joven, asistió al Institut d'Éducation pour Demoiselles en Lieja y pasó algunos años en Flandes. El 20 de agosto de 1863, se casó con el abogado Victor Louis Auguste de Waha-Baillonville con quien tuvo una hija, Louise Amanda. Su mala fortuna continuó con la muerte de su pequeña hija en 1866 y la de su esposo el 1 de agosto de 1867.

## Carrera
Estando viuda, decidió dedicar su vida a promover la emancipación de las mujeres y fomentar la educación de las niñas. Después de fundar una escuela de sastrería en Tilff, en 1868 estableció el "Institut supérieur de demoiselles" (Escuela Secundaria de Jovencitas) en Lieja, involucrando a maestros competentes en un ambiente secular. Lecciones opcionales en religión fueron impartidas por clérigos católicos, protestantes o judíos. La escuela más tarde se expandió, requiriendo nuevas instalaciones diseñadas por el arquitecto Jean Moutschen. Pronto se conoció como el Lycée Léonie de Waha.
Como resultado de su interés en la historia local, a principios del siglo XX se sintió atraída por el Movimiento Valón, que se correspondía con figuras destacadas como Julien Delaite y Jules Destrée. Apoyó las propuestas para que el país se dividiera en regiones para los valones, los flamencos y los habitantes de Bruselas. El 28 de octubre de 1912, en el apogeo del interés en apoyar a Valonia, fundó la Union des femmes de Wallonie, que inicialmente se centró en alentar a las mujeres a participar en el apoyo de las tradiciones culturales de la región, pero después del final de la Primera Guerra Mundial se centró en Apoyo más general a los derechos de las mujeres. Estos incluyeron un mejor acceso a la educación, el sufragio de las mujeres y oportunidades en la fuerza laboral.
Murió pacíficamente en su casa en Tilff el 8 de julio de 1926, a la edad de 90 años.